# Koekelare
Koekelare este o comună neerlandofonă situată în provincia Flandra de Vest, regiunea Flandra din Belgia. La 1 ianuarie 2008 avea o populație totală de 8.342 locuitori. 

## Geografie
Comuna actuală Koekelare a fost formată în urma unei reorganizări teritoriale în anul 1977, prin înglobarea într-o singură entitate a 3 comune învecinate. Suprafața totală a comunei este de 39,19 km². Comuna este subdivizată în secțiuni, ce corespund aproximativ cu fostele comune de dinainte de 1977. Acestea sunt:
| - I. Koekelare - IV. De Mokker - II. Bovekerke - III. Zande |

Localitățile limitrofe sunt:
| - Comuna Kortemark: - a. Handzame - b. Werken - Comuna Diksmuide: - c. Vladslo - d. Leke - Comuna Middelkerke: - e. Sint-Pieters-Kapelle - Comuna Gistel: - f. Zevekot - g. Moere - Comuna Ichtegem: - h. Eernegem - i. Ichtegem |